# Ecliptopera thalycra
Ecliptopera thalycra là một loài bướm đêm trong họ Geometridae.